# گرگ‌های خاکستری
گرگ‌های خاکستری (ترکی استانبولی: Bozkurtlar) که با نام رسمی انجمن ایده‌آل‌گرایان (ترکی: [ylcy od͡ʒɑkɫɑɾɯ]; "Ülkü Ocakları") نیز شناخته می‌شود، سازمان ملی‌گرای افراطی پان‌ترک است. کارشناسان علوم اجتماعی این سازمان را ملی‌گرای افراطی و نئوفاشیست می‌دانند و در بسیاری از گزارش‌ها به عنوان گروهک تروریستی شناخته می‌شوند. بخش جوانان این سازمان پیوند عمیقی با حزب حرکت ملی ترکیه دارد و به نوعی شاخهٔ نظامی این حزب به‌شمار می‌آید.
این سازمان در اواخر دههٔ ۱۹۶۰ میلادی توسط سرهنگی ترک به نام آلپ‌ارسلان تورکش تأسیس شد. دوران اوج این گروه اواخر دههٔ ۱۹۷۰ میلادی بود؛ در آن دوران اختلافات اعضای این سازمان با چپ‌گرایان ترکیه به درگیری‌های خیابانی انجامید و موجب مرگ عده‌ای از رهبران کمونیست‌های ترک همچون دنیز گزمیش و ماهر چایان شد. پژوهشگران، این سازمان را جوخه مرگ توصیف کرده‌اند و گرگ‌های خاکستری را مسئول بیشتر خشونت‌ها و قتل‌های دههٔ ۱۹۷۰ در ترکیه می‌دانند. مرگبارترین عملیات این سازمان کشتار مرعش است که منجر به کشته شدن بیش از ۱۰۰ کرد علوی در این شد. همچنین گفته می‌شود این سازمان در قتل‌عام میدان تقسیم در مه ۱۹۷۷ دست داشته است. در سال ۱۹۸۱ یکی از اعضای گرگ‌های خاکستری به نام محمدعلی آغجا قصد ترور پاپ ژان پل دوم را داشت که این ترور نافرجام ماند. با توجه به این حملات، گرگ‌های خاکستری توسط بسیاری از پژوهشگران، روزنامه‌نگاران و دولتمردان به عنوان یک سازمان تروریستی شناخته می‌شود.
گروه گرگ‌های خاکستری پس از فروپاشی شوروی در دههٔ ۱۹۹۰ میلادی فعالیت خود را به کشورهای ترک مسلمانِ جداشده از شوروی گسترش داد. هزاران نفر از اعضای این سازمان در جنگ اول قره‌باغ در طرف آذربایجان و در جنگ اول و دوم چچن در طرف چچن جنگیدند. پس از کودتای نافرجام آذربایجان در سال ۱۹۹۵ که گرگ‌های خاکستری در آن با نیروهای کودتاگر همکاری داشتند فعالیت این سازمان در جمهوری آذربایجان ممنوع شد. در سال ۲۰۰۵ قزاقستان نیز با تروریست خواندن این سازمان فعالیت آن را در این کشور ممنوع کرد.
پس از مرگ آلپ‌ارسلان تورکش در سال ۱۹۹۷ دولت باحچلی رهبری گرگ‌های خاکستری و حزب حرکت ملی پان‌ترک‌ها را برعهده گرفت. از دوران به بعد سیاست این سازمان دچار تغییر و تحول اساسی شد. فعالیت سازمان تا قبرس شمالی نیز گسترش یافت. همچنین شعبه‌هایی از این سازمان در کشورهای اروپایی نظیر بلژیک، هلند و آلمان که جمعیت مهاجران ترک در آنها زیاد است به وجود آمدند. در آلمان این سازمان به‌عنوان بزرگ‌ترین سازمان راست افراطی شناخته می‌شود و هوادارانی بین ۱۸۵۰۰ تا ۲۰ هزار نفر دارد. با این حال مقامات آلمان این سازمان را به عنوان یک سازمان افراطی قلمداد می‌کنند. طبق برآورد ۲۰۱۴ گرگ‌های خاکستری توسط ۳٫۶ درصد از رأی‌دهندگان ترکیه پشتیبانی می‌شوند.

## پایگاه اجتماعی
به گفتهٔ تحلیل‌گر ترک، آنکارالی جان، «گرگ‌های خاکستری حضور پرمعنی در انجمن‌های دانشگاهی دارند، ولی نه به‌طور رسمی، اما بیشتر طرفداران این گروه را افراد ترکِ سنی مذهب فقیرِ خیابانی تشکیل می‌دهند.»

## نماد گرگ

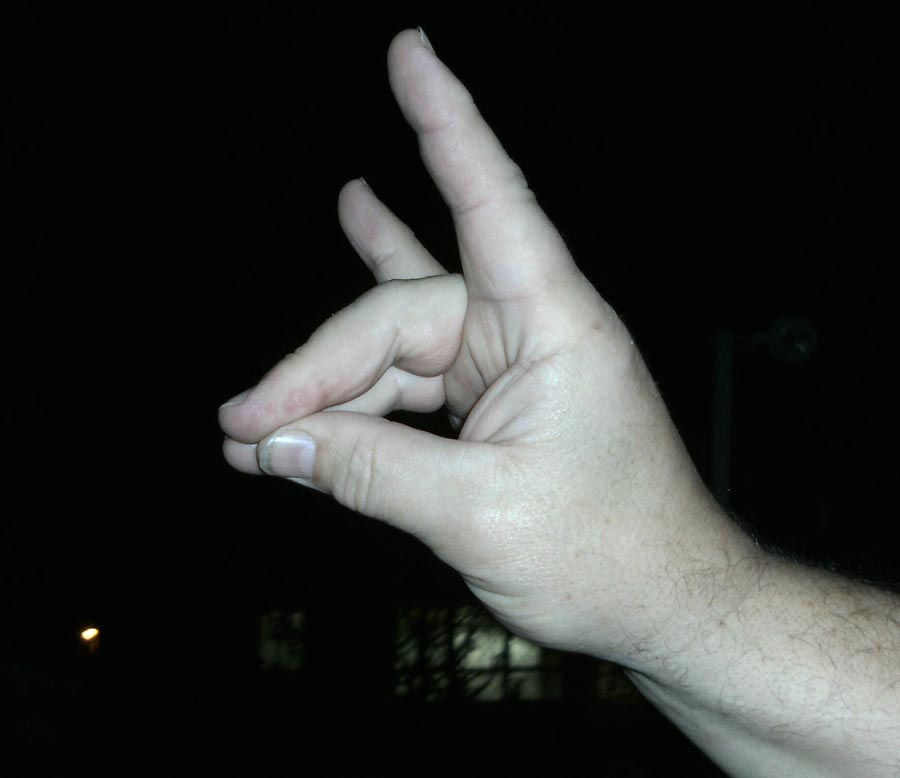
سلام گرگی، که توسط پان‌ترک ها به یکدیگر داده می‌شود.

گرگ یکی از مهم‌ترین نمادهای ترک‌ها است. همه قبایل ترک ساکن آسیای مرکزی در سده‌های چهارم و پنجم میلادی از این نماد استفاده می‌کردند. همچنین بر پایه افسانه‌های ارمنی، سریانی و دیگر منابع خاورمیانه سده‌های دوازدهم و سیزدهم ترک‌ها پس از ورود به آناتولی به دنبال یک گرگ حرکت می‌کردند. برای ترک‌ها، گرگ نمادی از خرد و راهنمایی است.

## ارتباط با دولت پنهان ترکیه
سازمان گرگ‌های خاکستری به داشتن ارتباط با دولت پنهان در ترکیه است که گفته می‌شود شبکه‌ای از ائتلاف‌های قدرتمند و ضد دموکراتیک است.

## فعالیت‌های تروریستی

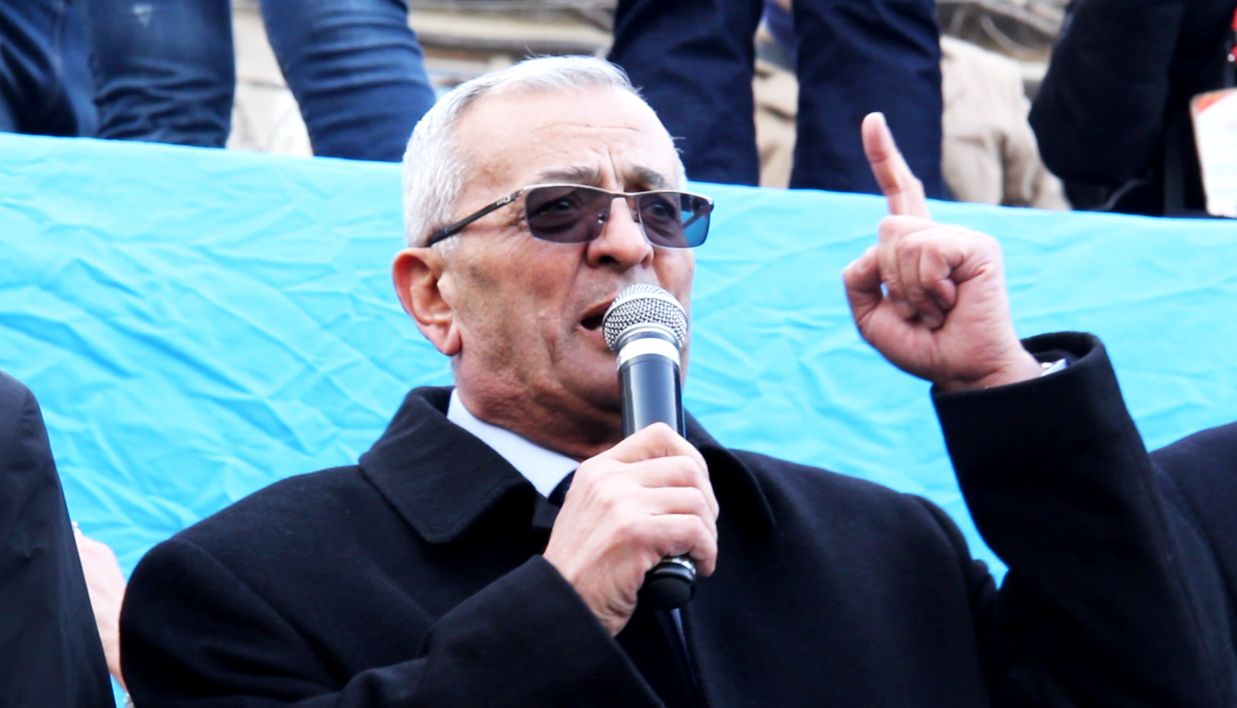
اسکندر حمیداف، بنیانگذار و رهبر گرگ‌های خاکستری جمهوری آذربایجان بین سال‌های 1993-1995 میلادی

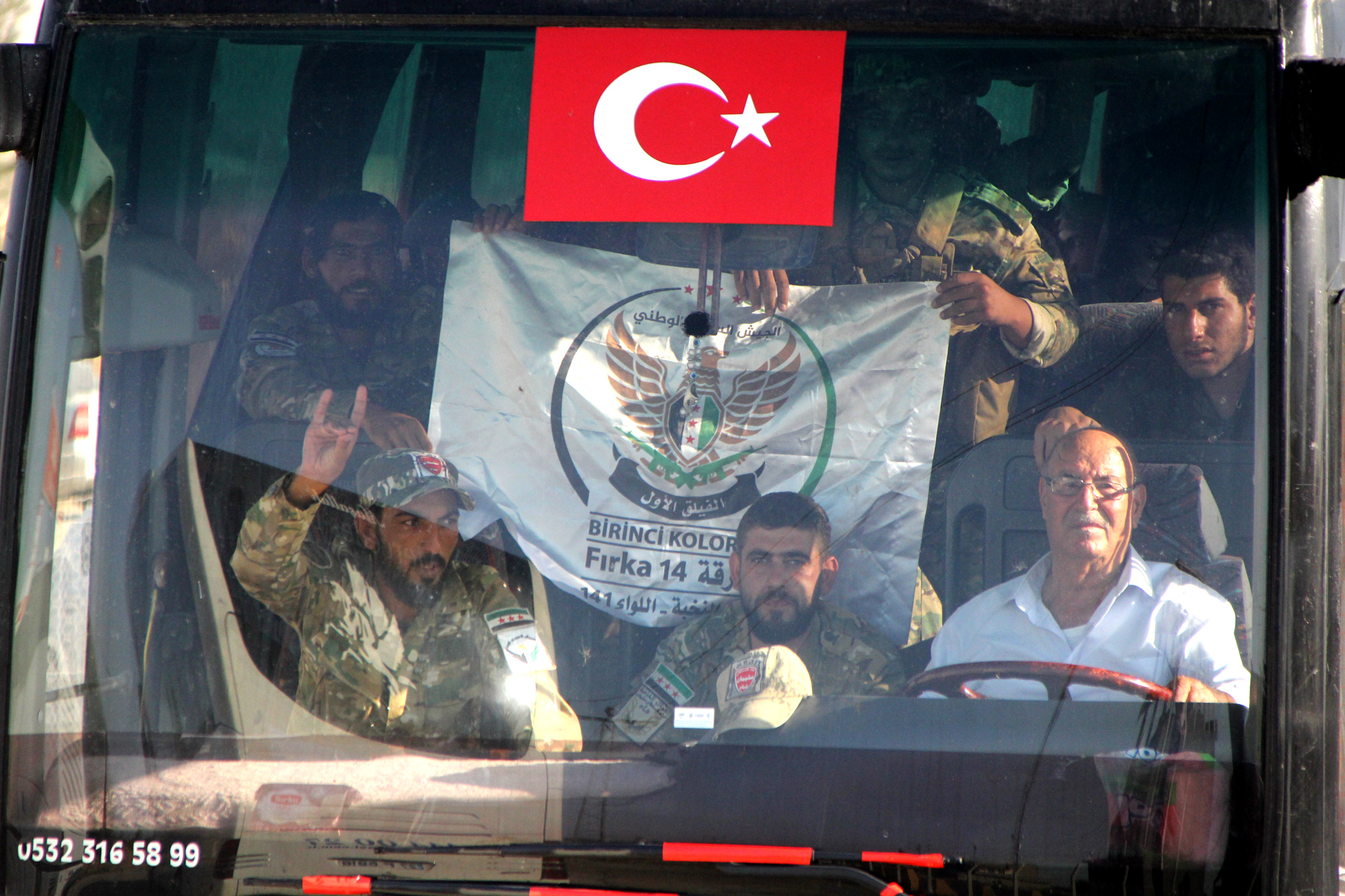
یک اتوبوس حاوی ترکمن‌های عضو ارتش ملی سوریه، اعزامی از آقچه‌قلعه به سمت اعزاز، در حالی که نفر جلوی اتوبوس(چپ)، سلام گرگ خاکستری نشان می‌ دهد

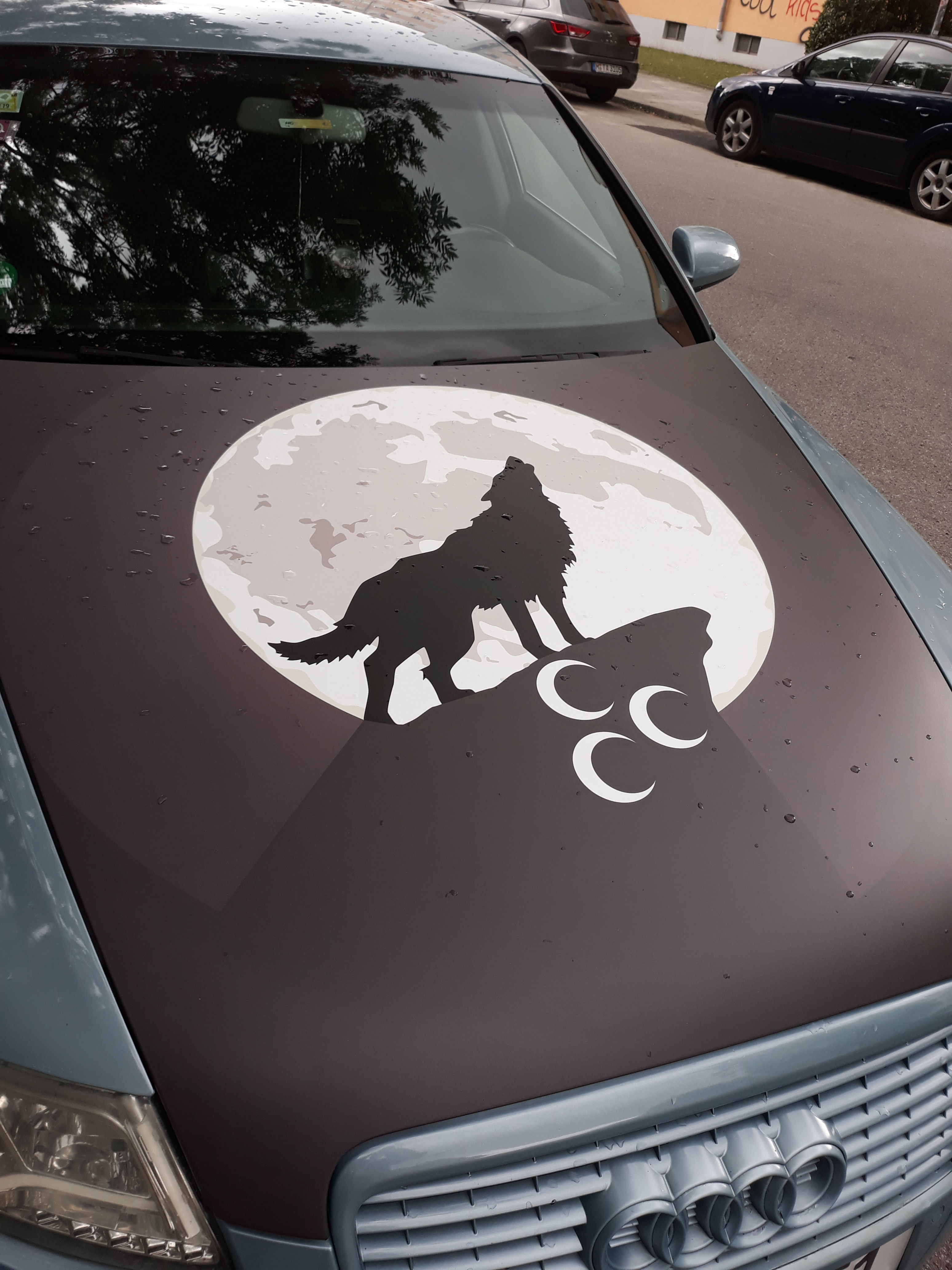
نماد گرگ خاکستری بر روی کاپوت یک ماشین در مونیخ، به تاریخ 2019 میلادی

گرگ‌های خاکستری در گزارش‌های بسیاری یک گروه تروریستی خوانده شده‌اند.
در رسانه‌ها نیز گرگ‌های خاکستری توسط مارتین لی و پرابها (Khitij Prabha) از بنیاد مطالعات و تحلیل دفاعی هندوستان و نیز گروه‌های یونانی و ارمنی به‌عنوان یک سازمان تروریستی و فاشیستی شناخته شده است.
دولت ترکیه ۶۹۴ فقره قتل میان سال‌های ۱۹۷۴ تا ۱۹۸۱ را به گروه گرگ‌های خاکستری نسبت داده است. در خارج از ترکیه نیز این سازمان متهم به قتل کوتلو آدلی (Kutlu Adali) روزنامه‌نگار قبرسی در سال ۱۹۹۶ شده است که مخالف سرسخت سیاست‌های ترکیه در قبرس بود. در همان سال، یکی از معاونان تانسو چیللر اعتراف کرد که عبدالله چاتلی، رهبر گرگ‌های خاکستری، مسئول آتش‌سوزی‌های عمدی متعددی در یونان بوده است.
در سال ۱۹۸۱ محمدعلی آغجا از اعضای گرگ‌های خاکستری، اقدام به شلیک و مضروب نمودن پاپ ژان پل دوم در واتیکان نمود.

## فعالیت طرفداران سلام گرگی و مجازات نماد گرگ خاکستری در اروپا

### اتریش
در کشور اتریش، نشان گرگ خاکستری علاوه بر اینکه غیرقانونی است، طبق قانون، از 1 مارس 2019، هر کسی در خاک این کشور این علامت را نشان دهد، تا سقف 4 هزار یورو جریمه خواهد شد.

### بلژیک
در سال ۲۰۲۲، گرگ‌های خاکستری بنای یادبود نسل‌کشی ارامنه در بروکسل را که دارای سه هلال، مشابه لوگوی حزب حرکت ملی بود، تخریب کردند.

### آلمان
در جریان مسابقات جام ملت‌های اروپا ۲۰۲۴ که در آلمان برگزار شد، چندین هوادار ترکیه در حال دادن "سلام گرگ" مشاهده شدند، حرکتی که با گرگ‌های خاکستری مرتبط است. این حرکت که نمادی از ملی‌گرایی افراطی و ایدئولوژی‌های راست افراطی ترکیه است، نگرانی‌هایی را در میان مقامات اروپایی و مسئولان فوتبال ایجاد کرد.
مریح دمیرال، بازیکن تیم ملی ترکیه، پس از آن به دلیل «نقض قوانین اساسی رفتار شایسته، استفاده از رویدادهای ورزشی برای ابراز مقاصد غیرورزشی، و بدنام کردن ورزش فوتبال» محروم شد. او به اتهام انجام ژست «سلام گرگ» در جریان پیروزی ترکیه مقابل اتریش در مرحله یک‌هشتم نهایی مسابقات انجام داد، محروم گشت.
از سال ۲۰۱۴ تا ۲۰۱۸، عثمانن جرمانیا یک باند جنایی راست افراطی بودند که به عنوان نگهبان برای گرگ‌های خاکستری فعالیت می‌کردند.

### نروژ
گفته می‌شود این علامت در درامن نروژ ممنوع است.

## خشونت و فعالیت علیه کردها
دههٔ ۱۹۹۰
در دههٔ ۱۹۹۰ (میلادی) گرگ‌های خاکستری بر کردها تمرکز کرده و در درگیری ترکیه و کردها در کردستان ترکیه شرکت کردند. در سال ۱۹۹۹ روزنامه حریت این سازمان را «سرسخت‌ترین مخالف آرمان کردها در ترکیه» توصیف کرد.
در مه ۱۹۹۸ گرگ‌های خاکستری در دو قتل دست داشتند. در ۳ مه، گروهی از گرگ‌های خاکستری به دو دانش‌آموز در شهر بولو که در حال عبور از نزدیکی ساختمان سازمان بودند حمله کردند. کنان مک یکی از شاگردان کشته شد. در ۵ ماه مه، کارگری به نام بلال وورال در منطقهٔ شیشلی استانبول به گفته گرگ‌های خاکستری کشته شد. خانواده او ادعا کردند که او را «چندین بار به ساختمان Ülkü Ocakları آوردند، جایی که ملی‌گرایان افراطی او را مجبور به عضویت کردند.» آن‌ها گفتند که او به دلیل عضویت در حزب دموکراسی خلق (HADEP) طرفدار کردها کشته شده است. در نتیجه این قتل‌ها سینان یرلیکایا، معاون رئیس حزب جمهوریخواه خلق و حزب آزادی و همبستگی درخواست کردند که گرگ‌های خاکستری توسط مقامات، ممنوع شود.
در جریان انتخابات سراسری سال ۱۹۹۹ گرگ‌های خاکستری به اعضای حزب دموکراسی خلق حمله کردند و شواهد حاکی از آن است که هیچ‌کدام مجازات نشده‌اند.
دههٔ ۲۰۰۰

روی جلد نشریهٔ بزکورت (گرگ‌های خاکستری) ارگان پان‌ترکی در فاصلهٔ سال‌های ۱۹۳۹–۱۹۴۲. کادر نقطه‌چین، وسعت امپراتوری مورد نظر پان‌ترکیست‌ها را شامل مناطق شمالی ایران و افغانستان نشان می‌دهد. روی عنوان نشریه جملهٔ «نژاد ترک، برتر از همهٔ نژادها» نوشته شده و تصویر گرگ خاکستری درون ماه و ستاره به چشم می‌خورد

پس از این‌که مسعود بارزانی استان‌های کرکوک و موصل را که بخش‌هایی از آن ترکمن‌نشین هستند، به عنوان بخشی از کردستان عراق معرفی کرد در اوت ۲۰۰۲ گرگ‌های خاکستری مجسمه او را در اعتراضی در آنکارا سوزاندند.
دههٔ ۲۰۱۰
در ۹ نوامبر ۲۰۱۰ حسن شیمشک، یکی از اعضای گرگ‌های خاکستری، در دانشگاه کوتاهیا دوملوپینار در جریان درگیری آشکار بین گروه‌های دانشجویی ملی‌گرایی کرد و ترک کشته شد. در مراسم خاکسپاری او، رهبر حزب حرکت ملی دولت باحچلی گفت: «ما انتظار داریم هر نوع اقدامی برای جلوگیری از گسترش اوباش پ‌ک‌ک، که تمایل به رشد در دانشگاه‌ها دارند، انجام شود.»
در سپتامبر ۲۰۱۱ اداره پلیس آنکارا به ۴۰ مکان متعلق به گرگ‌های خاکستری در سراسر آنکارا یورش برد. آن‌ها ۳۶ نفر را بازداشت کرده و تعداد زیادی اسلحه و چاقو را ضبط کردند. به گفته پلیس، گرگ‌های خاکستری در حال برنامه‌ریزی برای حمله به حزب مناطق دموکراتیک بودند.
در اکتبر ۲۰۱۳ گرگ‌های خاکستری در سراسر ترکیه علیه روند صلح در درگیری ترکیه و کردها تظاهرات کردند.
در اکتبر ۲۰۱۴ گرگ‌های خاکستری در درگیری‌های مرگبار در جریان محاصره کوبانی و اعتراض کردهای هوادار نیروهای دموکراتیک سوریه در سال ۲۰۱۴ علیه همکاری احتمالی دولت ترکیه با داعش شرکت داشتند. گروهی از گرگ‌های خاکستری در سنجاق‌تپه، استانبول تلاش کردند یک مرد جوان را به قتل برسانند.
بین ۷ تا ۸ سپتامبر ۲۰۱۵ ناسیونالیست‌های ترک، از جمله اعضای گرگ‌های خاکستری به بهانهٔ حملات حزب کارگران کردستان علیه دولت ترکیه در سراسر ترکیه به ۱۲۸ دفتر حزب دموکراتیک خلق‌ها که پشتیبان حقوق کردها است حمله کردند.

## نژادپرستی
در سال ۲۰۰۵ در مقاله‌ای با نام عقاید گرگ‌های خاکستری» (The creed of the Grey Wolves) چاپ نشریهٔ بُزکورت (Bozkurt) که نشریهٔ رسمی گرگ‌های خاکستری است، ایدئولوژی و استراتژی گرگ‌های خاکستری با جملات زیر عنوان شده است:
«ما که هستیم؟ اعضای گرگ‌های خاکستری (Bozkurtcu). اعتقادمان چیست؟ ترک بودن گرگ خاکستری (Bozkurt). کیشمان چیست؟ برتر بودن نژاد ترک. اصل این برتریت در کجاست؟ خون ترک. آیا ما پان‌ترکیست هستیم؟ آری!»

## سیاست‌های پان-تورانیسم

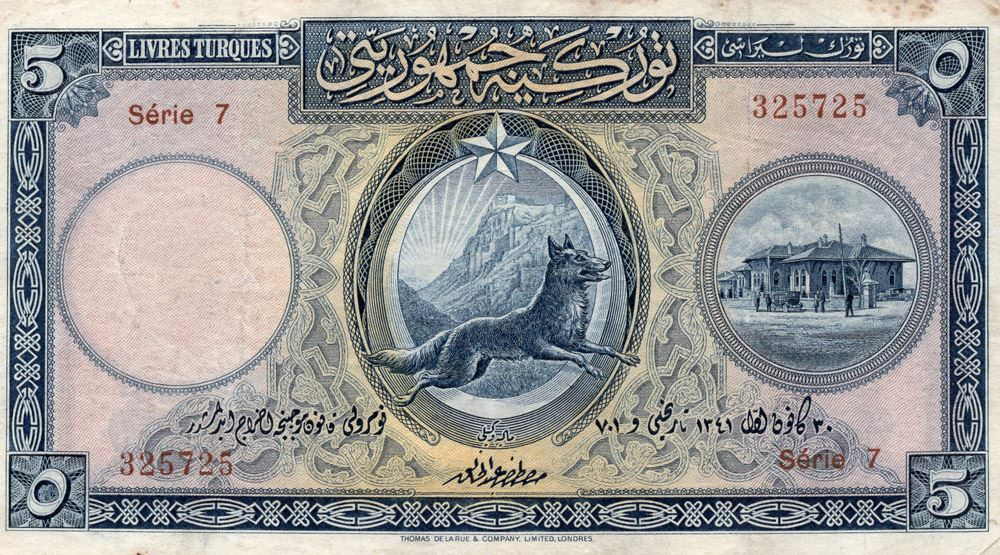
تصویر گرگ خاکستری بر روی اسکناس پنج لیره‌ای ترکیه در سال ۱۹۲۷

واژهٔ پان‌تورانیسم نخستین‌بار در سال ۱۸۶۵ توسط آرمین وامبری به کار برده شد. وی که در نهان برای دفتر امور خارجهٔ بریتانیا کار می‌کرد سرزمین توران را از بسفر تا دیوار چین نامید. با این حال پان‌تورانیسم در نزد گرگ‌های خاکستری یک آرمان اساسی بوده است. برای نمونه در میان شعارهای سیاسی گرگ‌های خاکستری موارد زیر دیده شده:
- «کشور ترک‌ها نه ترکیه است، نه ترکستان، بلکه میهن همه ترک‌ها، کشور ابدی تورانیان است.»[۷۲]
- «همه چیز برای ترک و نفع او باید باشد.»[۷۲]
- «هدف ما اتحاد ۱۰۰ میلیون ترک در یک کشور واحد است.»[۷۳][۷۴]

## فعالیت‌های فرامرزی

### جمهوری آذربایجان
مدتی پس از استقلال جمهوری آذربایجان از شوروی، سرهنگ آلپ‌ارسلان سفری به این جمهوری کرد و در آن برای انتخاب ابوالفضل ایلچی‌بیگ (یکی از طرفداران خود) به ریاست‌جمهوری تلاش کرد. پس از انتخاب ایلچی‌بیگ وی به همراه وزیر کشور خود اسکندر حمیداف در چندین نوبت خواستار تشکیل ترکیهٔ بزرگ شدند که شامل همه نواحی شمالی ایران نیز می‌شد.
در طی جنگ اول قره‌باغ (۱۹۸۸–۱۹۹۴) حدود ۲۰۰ عضو از گرگ‌های خاکستری در جبههٔ آذربایجان با نیروهای ارمنی جنگیدند. ترکش تایید کرد که طرفدارانش در قره‌باغ دوشادوش آذربایجانی‌ها جنگیدند. ولی آن‌ها در اواخر سال ۱۹۹۲ میلادی به ترکیه بازگشتند.
پس از ادعای دخالت گرگ‌های خاکستری در یک کودتای نافرجام آذربایجان در سال ۱۹۹۵ علیه حیدر علی‌اف فعالیت این گروه در جمهوری آذربایجان ممنوع شد و رهبر این گروه در جریان کودتا کشته شد.

نشان سازمان جوانان حزب جنبش ملی ترکیه (ترجمهٔ نشان‌واره: خداوند ترک را حفظ کند و متعالی گرداند)

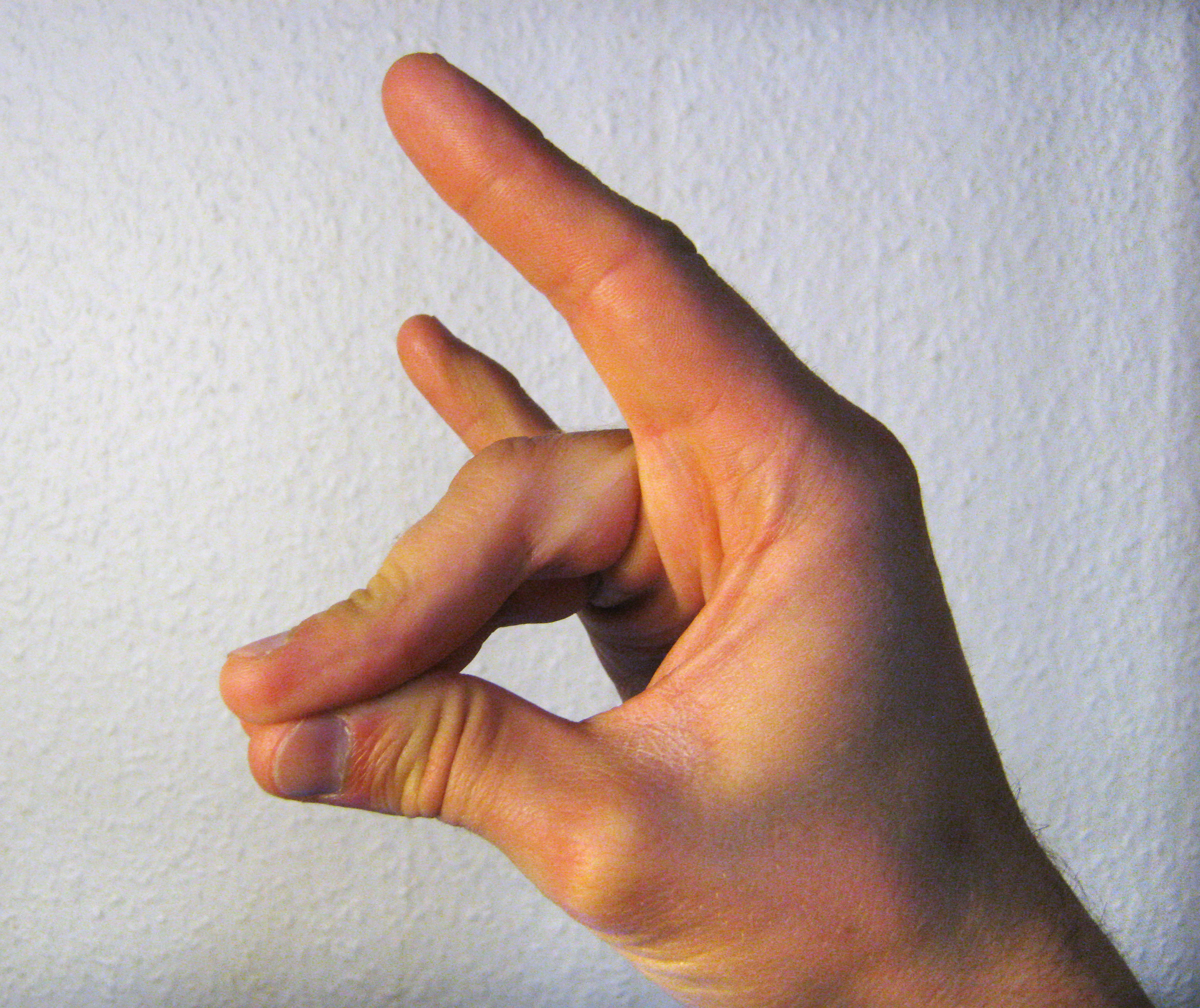
نشانه گرگ، نماد پان‌ترکیست‌های گرگ‌های خاکستری (بوزقورد) با دست، که پوزه و چهرهٔ یک گرگ را تداعی می‌کند.

### قبرس
بنابر گزارش برخی منابع، در ژوئیهٔ ۱۹۹۶ کوتلو عدلی، روزنامه‌نگار ترک قبرسی که از رئوف دنکتاش و سیاست‌های او انتقاد می‌کرد توسط گرگ‌های خاکستری کشته شد.

### سوئد
بارباروس لیلانی، معاون فدراسیون سراسری ترک‌های سوئد، در سخنرانی خود در میدان «سرگلس توریت» استکهلم از «بیداری ملت ترک» سخن گفت و با زبانی توهین‌آمیز نسبت به ارمنی‌ها سخن گفت. انتشار ویدئوی این سخنرانی از سوی یک رهگذر روزنامه‌نگار محمود نزهت‌زاده به سرعت موضوع را به کانون توجه رسانه‌های بزرگ سوئد مبدل کرد. حساسیت‌های عمومی به حدی بالا گرفت که چند روز بعد «بارباروس لیلانی» جلوی دوربین کانال ۴ استکهلم، در حالی‌که گریه می‌کرد و به خاطر اظهاراتش عذرخواهی کرد، گفت که نمی‌داند دقیقاً چرا آن حرف‌ها را بر زبان آورده است و از سمت خود استعفا کرد.

### اروپا
گرگ‌های خاکستری در سال‌های اخیر در درگیری‌های خیابانی متعددی در شهرهای اروپا نقش داشته است. این رویدادها فضایی از ترس ایجاد کرده‌اند که باعث درخواست و بررسی شیوه برخورد با این گروه شده است. گروه گرگ‌های خاکستری در آلمان غیرقانونی نیست، اتریش در سال ۲۰۱۹ استفاده از نشانه گرگ‌ها را ممنوع کرد. همچنین فرانسه در سال ۲۰۲۰ همه فعالیت‌های آن را غیرقانونی اعلام کرد. در سال ۲۰۲۱، پارلمان اروپا توصیه کرد که گرگ‌های خاکستری در فهرست گروه‌های تروریستی اتحادیه اروپا قرار گیرد.

### ایران
در ایران، این گروه تروریستی اعلام نشده و با حمایت دولت ترکیه به شکل گسترده ای در آذربایجان ایران فعالیت دارد. هوادارن این گروه در تجمع حکومتی روز ۲ فروردین ۱۴۰۴ که توسط رئیس شورای شهر ارومیه فراخوانی داده شد، به شکل گسترده ای از علامت گرگ های خاکستری استفاده کردند. 

## ورزش
در جریان جام ملت‌های اروپا ۲۰۲۴ در سپتامبر ۲۰۲۴ مریخ دمیرال بازیکن تیم ملی فوتبال ترکیه، پس از زدن گل در بازی ترکیه مقابل اتریش با دست خود نشانه گرگ را نشان داد. در پی این اتفاق اتحادیه فوتبال اروپا (یوفا) دمیرال را برای دو بازی محروم کرد. 

## در فرهنگ عمومی
گرگ‌های خاکستری به‌طور غیر مستقیم موضوع اصلی فیلم سینمایی امپراتوری گرگ‌ها بوده است.